# غورد دينين
غورد دينين هو لاعب هوكي جليد كندي، ولد في 21 سبتمبر 1962 في تورونتو في كندا.

## وصلات خارجية
- غورد دينين على موقع دوري الهوكي الوطني (الإنجليزية)
- غورد دينين على موقع EliteProspects.com (الإنجليزية)
- غورد دينين على موقع HockeyDB.com (الإنجليزية)
- غورد دينين على موقع Hockey-Reference.com (الإنجليزية)